# Hemerotrecha denticulata
Espèce
Hemerotrecha denticulata est une espèce de solifuges de la famille des Eremobatidae.

## Distribution
Cette espèce se rencontre aux États-Unis en Californie, au Nevada, en Utah, au Colorado, en Idaho et au Washington et au Canada en Colombie-Britannique,.

## Description
Les mâles mesurent de 11,0 à 18,0 mm et les femelles de 17,0 à 23,0 mm.

## Publication originale
- Muma, 1951 : The Arachnid order Solpugida in the United States. Bulletin of the American Museum of Natural History, no 97, p. 31-141 (texte intégral).